# Heinz Hauser (Fußballspieler)
Heinz Hauser (* 25. Mai 1949) ist ein ehemaliger deutscher Fußballspieler.
Heinz Hauser gab für den BSV 07 Schwenningen am 14. August 1976 am ersten Spieltag der Saison 1976/77 in der 2. Bundesliga Süd beim 1:1-Unentschieden gegen die SpVgg Bayreuth sein Profidebüt. Er stieg am Ende dieser Saison mit Schwenningen als Tabellenletzter ab. Sein 32. Saisoneinsatz am letzten Spieltag beim 2:2-Unentschieden gegen den FK Pirmasens blieb Hausers letzter Profieinsatz.